# Lago Sai
Il lago Sai (西湖?, Saiko, lett. "lago occidentale") è uno di cinque laghi dell'area del Fuji, situato nei pressi della città di Fujikawaguchiko, nella prefettura di Yamanashi, Giappone.

## Geografia

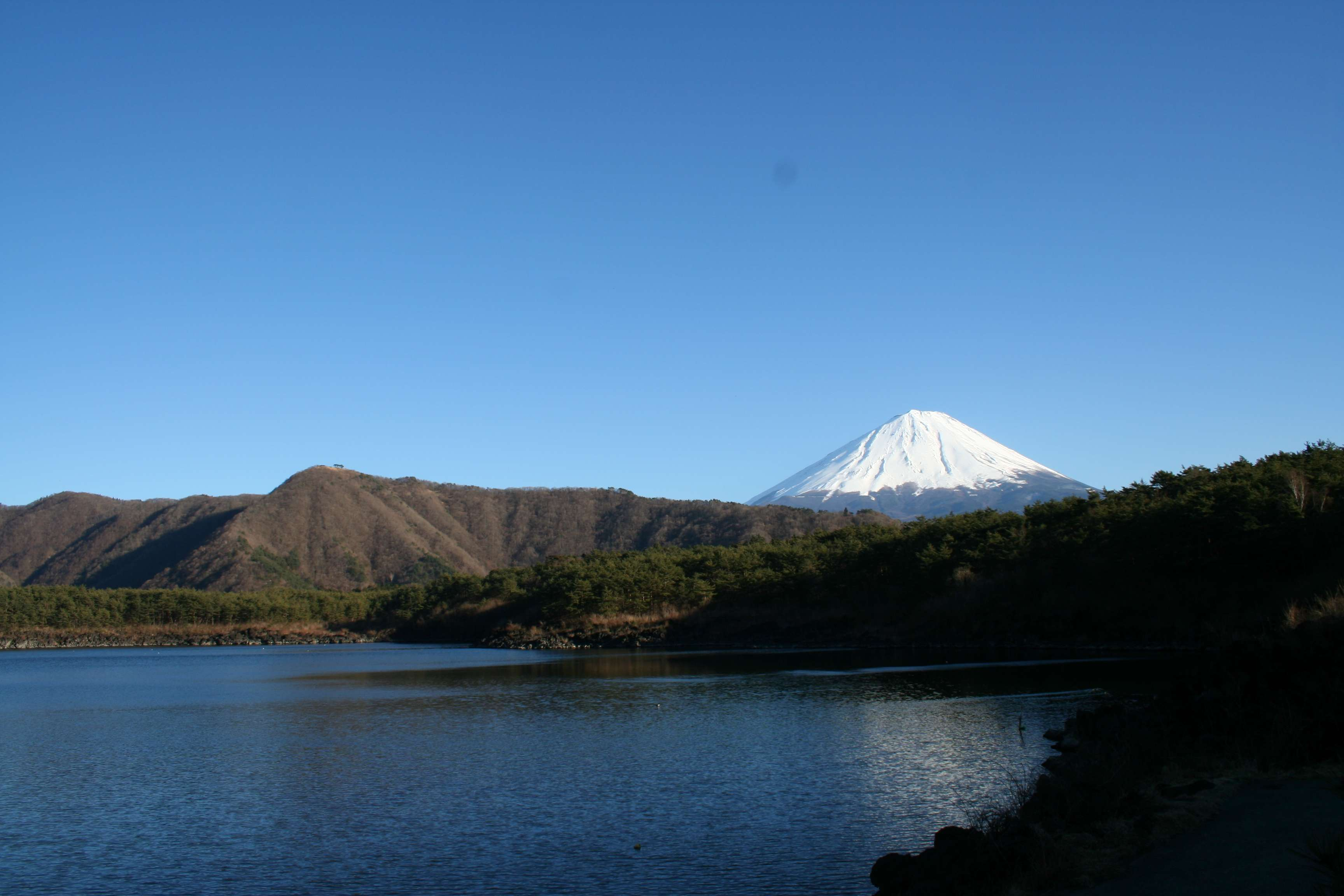
Veduta del lago Sai e del Monte Fuji

Tra tutti i laghi del monte Fuji, questo è il quarto in termini di superficie e il secondo per profondità (71.1 metri). Si trova a circa 900 metri s.l.m., proprio come il lago Motosu e il lago Shōji, a conferma del fatto che questi tre laghi un tempo costituivano un unico bacino lacustre, poi frazionato a seguito di un'enorme eruzione vulcanica avvenuta tra l'864 e l'868 d.C. I resti della colata lavica si trovano sotto l'attuale foresta Aokigahara Jukai e sembra che i laghi siano ancora oggi interconnessi attraverso dei canali sotterranei.
Il lago rientra nei confini del Parco nazionale Fuji-Hakone-Izu. Il lago non ha nessun sistema di drenaggio naturale. Tuttavia, vi è un canale artificiale che lo collega al lago Kawaguchi. L'area intorno al lago è sede di numerose attrazioni turistiche e di un tradizionale villaggio con case in paglia e laboratori di ceramica.